# Orville Frank Tuttle

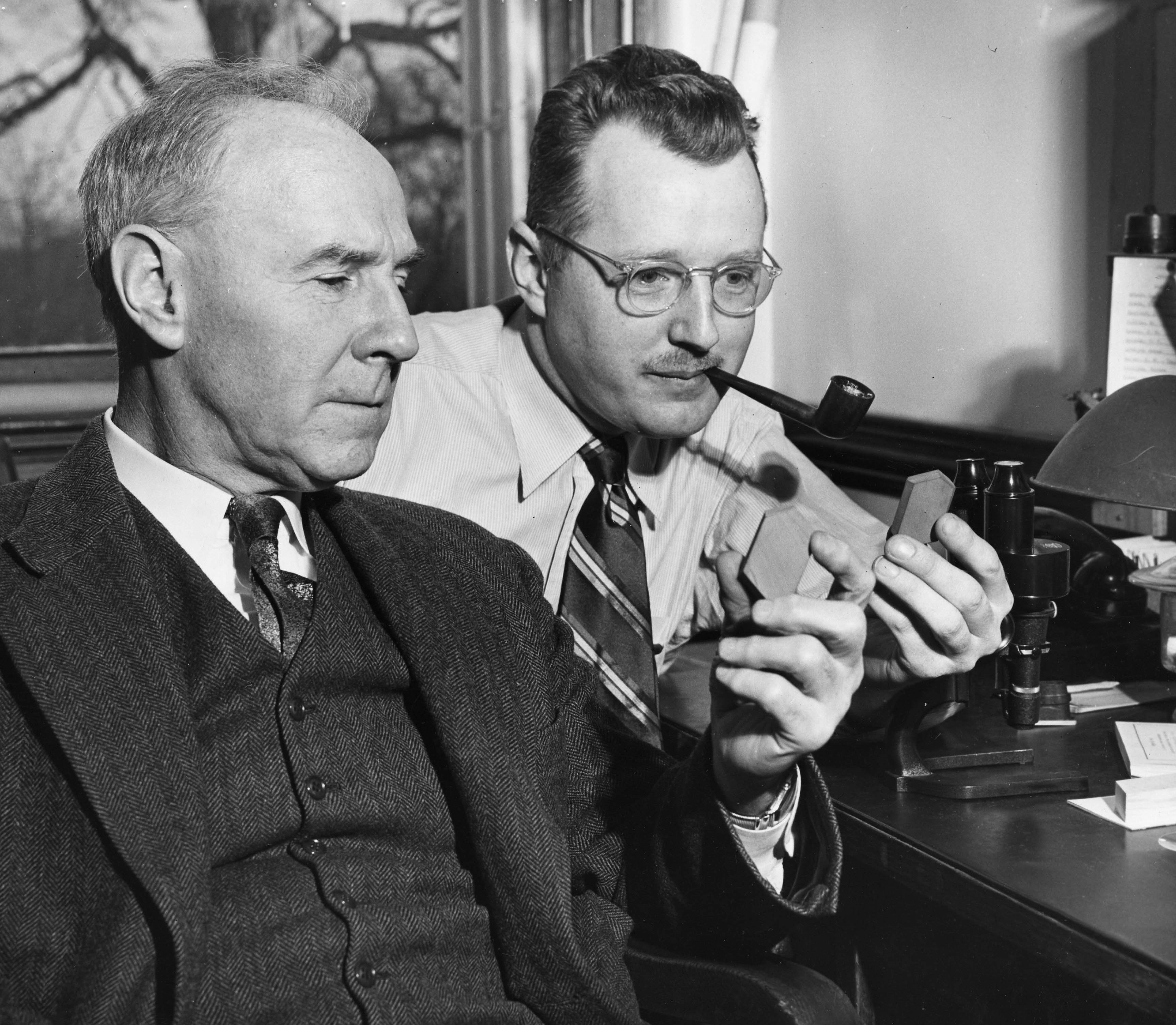
Orville Frank Tuttle mit Norman Levi Bowen (links)

Orville Frank Tuttle, genannt Frank Tuttle, (* 25. Juni 1916 in Olean (New York); † 13. Dezember 1983 in Tucson) war ein US-amerikanischer Mineraloge, Geochemiker und Petrograph. Er war ein Pionier in der Entwicklung von Apparaturen in der experimentellen Petrographie.

## Leben
Nach dem High-School-Abschluss in Smethport (Pennsylvania) arbeitete er auf Ölfeldern und studierte am Pennsylvania State College Geologie mit dem Bachelor-Abschluss 1939 und dem Master-Abschluss 1940. Danach studierte er für die Promotion am Massachusetts Institute of Technology, was durch den Zweiten Weltkrieg unterbrochen wurde, in der er in kriegswichtiger Forschung (Kristallzüchtung und -charakterisierung) beschäftigt war. 1948 wurde er am MIT promoviert. 1947 begann seine Zusammenarbeit mit Norman L. Bowen am Geophysical Laboratory der Carnegie Institution in Washington in experimenteller Petrographie. Dort erfand er die Tuttle Press und die Tuttle Bomb (eine Hochdruckkammer), die in der experimentellen Petrographie weite Verwendung fanden. Zusammen mit Bowen erforschte er insbesondere die Bildung von Granit. 1953 wurde er Professor für Geochemie an der Pennsylvania State University. 1959 wurde er dort Dekan des College of Mineral Industries. 1960 wurde bei ihm die Parkinson-Krankheit im Frühstadium diagnostiziert. 1965 wechselte er an die Stanford University, wo er sich aber schon 1967 krankheitsbedingt beurlauben ließ und 1971 formal zurücktrat. Er zog mit seiner Frau nach Tucson. 1977 wurde zusätzlich Alzheimer-Krankheit diagnostiziert und er zog in ein Pflegeheim.
1952 erhielt er den Mineralogical Society of America Award, 1975 die Roebling Medal und 1967 die Arthur L. Day Medal. Er war auswärtiges Mitglied der Geological Society of London und ab 1968 Mitglied der National Academy of Sciences.
Er war seit 1941 mit Dawn Hardes verheiratet und hatte zwei Töchter.